# 祖奧·沙利斯
祖奧·法蘭斯高·迪沙利斯（葡萄牙語：Joáo Francisco de Sales，1986年6月9日—），生於巴西聖保羅普魯登特總統城，巴西足球運動員，司職前鋒，在2015年1月來港加盟香港超級聯賽球會和富大埔，並於2月27日對油尖旺的足總盃首圈大演帽子戲法。

## 外部連結
- 香港足球總會網頁球員註冊資料 （页面存档备份，存于）